# Academia de Música Karol Szymanowski de Katowice
La Academia de Música Karol Szymanowski de Katowice (en polaco: Akademia Muzyczna im. Karola Szymanowskiego w Katowicach) es una escuela de música de nivel universitario en el país europeo de Polonia. Se encuentra en la localidad de Katowice, Silesia, y su nombre conmemora al compositor y pianista Karol Szymanowski.
La Academia ofrece cursos a tiempo completo, así como estudios diversos a tiempo parcial en dos departamentos: el departamento de Composición, Interpretación, Educación y  Jazz y el Departamento Vocal-Instrumental. 
Cada año, la Academia de Música Karol Szymanowski tiene varios eventos artísticos como conciertos (entrada gratuita), concursos, clases magistrales y conferencias. Muchos conjuntos compuestos por estudiantes realizan conciertos de forma regular.

## Localización
Las sedes de la Academia de Música de Karol Szymanowski consisten en cinco edificios. El edificio neogótico más antiguo se construyó a finales del siglo XIX (33, calle Wojewódzka). Está vinculado con el moderno edificio que incluye una sala de conciertos para 480 personas en un amplio atrio (diseñado por Tomasz Konior). Además de la sala de conciertos, el moderno edificio incluye una de las bibliotecas musicales más grandes de Polonia, una sala de musicoterapia, un laboratorio de música electrónica, un restaurante y muchas otras instalaciones. El atrio también está vinculado con un edificio de la calle Zacisze, 3, donde  tienen sus oficinas las autoridades de la Academia. Los otros dos edificios donde se realizan conferencias y ensayos, se encuentran en la calle Zacisze, 5,  y en la calle Krasińskiego, 27.